# Norrbo landskommun
Norrbo landskommun var en tidigare kommun i Gävleborgs län. 

## Administrativ historik
Norrbo landskommun inrättades den 1 januari 1863 i Norrbo socken i Hälsingland  när 1862 års kommunalförordningar trädde i kraft.
Kommunen upphörde vid kommunreformen 1952, då den uppgick i Bjuråkers landskommun som 1971 uppgick i Hudiksvalls kommun.

## Kommunvapen
Norrbo landskommun förde inte något vapen.

## Politik

### Mandatfördelning i Norrbo landskommun 1938-1946
| 9 | 9 | 2 |

| 20 |

| 10 | 10 |

| 20 |

| 8 | 12 |

| 20 |

### Fotnoter
1. ↑  Per Andersson: Sveriges kommunindelning 1863-1993, Draking, Mjölby 1993, ISBN 91-87784-05-X, s. 88